# Paul-Michel-Frédéric Caudière
Paul-Michel-Frédéric Caudière (* 26. Juni 1822 in Martigues, Frankreich; † 24. Januar 1887 in Marseille, Frankreich) war ein französischer Marineoffizier und Kolonialadministrator in Gabun.

## Biografie
Paul Caudière wurde in eine alteingesessene Familie von Juristen und Seeleuten aus der Bourgeoisie von Martégale hineingeboren. Unter anderem war er mit Jean Gaspard de Vence verwandt. Sein Großvater, Jean Joseph Adrian (1770–1823), diente ebenfalls als Offizier in der Staats- und Handelsmarine sowie als Freibeuterkapitän. Caudière, der erst spät zur Marine kam, wurde am 16. November 1849 zum Fähnrich zur See ernannt und brach daraufhin zu den Küsten Afrikas auf. Er nahm auf der Fregatte Sané am Krimkrieg teil und war an der Bombardierung von Sewastopol und an der Kinbourn-Expedition beteiligt.
Als er auf die Arcole wechselte, wurde er 1858 zum Leutnant zur See ernannt. Im Sardinischen Krieg wurde er als Erster Offizier auf der Dampfkorvette Prony eingesetzt und versorgte das Geschwader von Admiral Lebarbier de Tinan bei der Blockade von Gaeta mit Nachschub. Anschließend nahm er an einer Einsatzfahrt an der Westküste Amerikas im Pazifischen Ozean teil. Nach seiner Rückkehr nach Frankreich übernahm er das Kommando über die Toppgasten-Kompanie in der Stammdivision der Marine in Toulon.
Caudière befehligte von 1863 bis 1866 in Neukaledonien das Transportschiff Bonite und war an den Operationen der Landungskompanien beteiligt, die mit der Unterdrückung von Aufstandsaktionen der einheimischen Bevölkerung beauftragt waren.
Im Mai 1867 übernahm er das Kommando über die Brigg Janus, die dem Ausbildungsgeschwader von Admiral de Gueydon angegliedert war, und wurde am 11. Januar 1871 zum Fregattenkapitän ernannt, nachdem er im Deutsch-Französischen Krieg 1870 in einem Bataillon von Seeleuten an der Verteidigung von Paris teilgenommen hatte.
Anschließend tat er Dienst als Erster Offizier auf der Panzerfregatte Magnanime und von 1872 bis 1874 Kommandant der l'Aveyron, mit der er an der Versorgung der Kolonien im Fernen Osten teilnahm.
Im Jahr 1876 wurde er zum Commandant-Particulier (deutsch etwa Sonderkommandanten) von Gabun ernannt, ein Amt, das er bis 1879 innehatte. Da er die Altersgrenze erreicht hatte, war es ihm nicht mehr möglich, einen höheren Dienstgrad zu erlangen.
Er wurde 1880 zum Hafenmeister in Marseille und später zum Kommandanten aller Häfen im Bereich Marseille ernannt. Er leitete die Einschiffung und Versorgung des tunesischen Expeditionskorps von 1881 und die Choleraepidemien von 1884 und 1885. Er führte sein Amt bis zu seinem Tod am 24. Januar 1887 in Marseille aus, als er einen Schlaganfall erlitt. Als die Nachricht von seinem Tod eintraf, setzten alle Schifffahrtsgesellschaften und Schiffe in den Häfen von Marseille Trauerbeflaggung.

## Ehrungen
Caudière war Ehrenpräsident der Société des sauveteurs du Midi, Offizier der Ehrenlegion, Kommandeur des Nischan-el-Iftikhar-Ordens, Träger des italienischen Verdienstkreuzes und des Orden des Befreiers bzw. Bolivar-Ordens von Venezuela.

## Familie
Aus der Ehe mit der Tochter eines Notars und stellvertretenden Bürgermeisters von Martigues entstammte ein Sohn, der als Absolvent Militärschule Saint-Cyr bis zum Oberst der Infanterie auf. Er wiederum heiratete die Tochter des Grafen Antoine de Jessé-Charleval, Präsident der Anwaltskammer und Bürgermeister von Marseille.